# OnGameNet
OnGameNet (кор. 온게임넷) — одна из двух южнокорейских телекомпаний (вторая MBCGame), которая специализируется на трансляции матчей и информации о видеоиграх, таких как StarCraft, Warcraft III и других. Компания является подразделением On-Media — владельца нескольких кабельных каналов.
На данный момент OnGameNet является наиболее влиятельной компанией транслирующей видеоигры в Южной Корее.

## Конкурент
- MBCGame